# Těžší než nebe
Těžší než nebe: životopis Kurta Cobaina je biografická kniha amerického zpěváka a frontmana grungeové skupiny Nirvana Kurta Cobaina. Kniha vyšla v roce 2001 a jejím autorem je Charles R. Cross. Autor absolvoval velké množství rozhovorů s Cobainovými přáteli a rodinou. Kniha je také jedinečná v tom, že Cross měl na rozdíl od předešlých autorů Cobainových biografií přístup k jeho deníkům. Kniha dává prostor pochopit, jaký měl Kurt život a jak jeho problémy vedly až k jeho sebevraždě. Kniha je rozdělena do 24 kapitol (mimo epilog a dodatky).